# District de Sundergarh
Le district de Sundergarh ou district de Sundargarh (hindi : सुन्दरगड़ जिला) est un district  de l'état de l'Odisha en Inde.

## Géographie
Au recensement de 2011, sa population est de 2 093 437 habitants pour une superficie de 9 712 km2.
Son chef-lieu est la ville de Sundergarh.